# Cantonul Perreux
Cantonul Perreux este un canton din arondismentul Roanne, departamentul Loire, regiunea Rhône-Alpes, Franța.

## Comune
| Comune                   | Populație (1999) | Cod poștal | Cod INSEE |
| ------------------------ | ---------------- | ---------- | --------- |
| Combre                   | 283              | 42840      | 42068     |
| Commelle-Vernay          | 2 849            | 42120      | 42069     |
| Le Coteau                | 7 065            | 42120      | 42071     |
| Coutouvre                | 1 107            | 42460      | 42074     |
| Montagny                 | 1 105            | 42840      | 42145     |
| Notre-Dame-de-Boisset    | 527              | 42120      | 42161     |
| Parigny                  | 545              | 42120      | 42166     |
| Perreux                  | 2 167            | 42120      | 42170     |
| Saint-Vincent-de-Boisset | 877              | 42120      | 42294     |